# おはよう!ニュースキャッチ
おはよう!ニュースキャッチは2018年10月1日から2024年3月29日までの平日 7:00 - 8:30（JST）に宮崎放送（MRTラジオ）で放送されていた早朝ワイド番組。

## 番組の概要
2016年3月 - 2018年9月に放送された『田代剛のひなたんラジオ』の後継番組として、ニュース、天気情報のほか、全国ネット番組も織り混ぜながら番組を進行していた。

## 出演者

### 現在
宮本・宇田川を除き全て宮崎放送アナウンサー（宮本・宇田川は同局の元職アナウンサー）。
- 宮本佳奈（月曜）
- 宇田川紗稚（火曜）
- 瀬藤亮太（水曜）
- 清水玲（木曜）
- 山崎直人（金曜）

当番組のパーソナリティが、引き続き8:55のmrtニュース（『フレッシュAM!もぎたてラジオ』内包）を担当する。

## タイムスケジュール
- 7:00 - オープニング、交通情報・mrtニュース・天気予報
- 7:10 - お早う!ニュースネットワーク（ニッポン放送制作）[1]
- 7:25 - 武田鉄矢・今朝の三枚おろし（文化放送制作）[1]
- 7:35 - アンクルマイクのビューティフルモーニング
- 7:45 - おなかがグーは、しあわせのグー。（担当：古屋敷沙耶（宮崎放送アナウンサー））
- 8:00 - 話題のアンテナ 日本全国8時です（TBSラジオ制作）[1]
- 8:15 - mrtニュース・天気予報
- 8:20 - SUZUKIハッピーモーニング・羽田美智子のいってらっしゃい（ニッポン放送制作）[1]
- 8:25 - エンディング

## 備考
当局と同じTBS系列局の大分放送（本社所在地・大分県大分市）で放送中のテレビ番組「おはようナイスキャッチ」とタイトルが似ていることが、同局のラジオ番組「HAMARooooN!!ステーション」内のお便り（9月29日放送）に寄せられ、パーソナリティーが笑いながらいじる場面があった。